# Bernd August
Bernd August (* 22. Februar 1952 in Berlin, Deutschland; † 1. März 1988 in Australien) war ein deutscher Profiboxer im Schwergewicht.

## Laufbahn
Bernd August hatte nur einen relativ kurze Amateurkarriere, seine größten Erfolge waren der Gewinn der Deutschen Meisterschaft im Junioren-Schwergewicht 1970 und der zweite Platz bei den Junioreneuropameisterschaften 1972 in Bukarest. Beide Siege errang er noch als Gymnasiast der Bertha-von-Suttner-Oberschule (heute Europäisches Gymnasium Bertha von Suttner) in Berlin-Reinickendorf. Schon im Alter von 21 Jahren wechselte er zu den Profis und debütierte in seiner Heimatstadt Berlin am 2. März 1973 gegen Herbert Ficks, den er in der ersten Runde KO schlug. In der Hamburger Ernst-Merck-Halle besiegte er am 16. Mai 1974  den deutschen Meister im Schwergewicht Conny Velensek über zwölf Runden nach Punkten und wurde erstmals Deutscher Meister.
Im April 1976 boxte Bernd August, der Schützling von Manager Willy Zeller war und von Werner Papke als Trainer betreut wurde, in der Londoner Royal Albert Hall gegen Richard Dunn um den vakanten Europameistertitel im Schwergewicht und verlor durch Technischen KO in der dritten Runde. 1977 verlor er den Deutschen Meistertitel an Kurt Luedecke, im Rückkampf 1978 konnte er Luedecke jedoch vorzeitig besiegen. Am 13. März 1981 trat er in Welkom (Südafrika) gegen Kallie Knoetze an und verlor durch Technisches KO in der zweiten Runde. Als August nach dem Kampfende auf Knoetze einschlug und dessen Trainer angriff, kam es zu einem Tumult im Ring.
1982 verteidigte August seinen Titel gegen den neuen Hoffnungsträger Reiner Hartmann. Hartmann, der zum ersten Mal in Deutschland als Profi in den Ring stieg, musste sich in der achten Runde vorzeitig geschlagen geben. Am 5. November 1983 trat Bernd August erneut gegen Hartmann an und verlor durch KO in Runde sechs. Nach dieser Niederlage hängte er seine Boxhandschuhe an den Nagel und zog sich vom Boxsport zurück.

### Erfolge
- Deutscher Junioren Meister im Schwergewicht 1970
- Junioren-Vizeeuropameister im Schwergewicht 1972
- Deutscher Meister im Schwergewicht 1974, 1975, 1976, 1978, 1979, 1980, 1981 und 1982

## Nach dem Boxen
Bernd August starb während eines Besuchs bei seinen Eltern in Australien kurz nach seinem 36. Geburtstag am 1. März 1988 bei einem Verkehrsunfall, weil ein Känguru ihm vor das Motorrad sprang. August war begeisterter Motorradfahrer; bereits als 17-jähriger Oberschüler hatte er von der Berliner Polizei aufgrund einer Sondergenehmigung den Führerschein erhalten. Er gehörte zu den Lieblingen der Berliner Presse, die ihn gern als „August der Starke“ oder „August der Große“ bezeichnete.